# Marcus Stumpf (Archivar)
Marcus Stumpf (* 1967 in Kaiserslautern) ist ein deutscher Archivar und Archivwissenschaftler.

## Leben
Stumpf studierte Mittlere und Neuere Geschichte, Germanistik und Historische Hilfswissenschaften und Archivkunde an der Universität Mainz, der RWTH Aachen und der Universität Bonn. Er wurde 1998 in Mittelalterlicher Geschichte an der Universität München zum Dr. phil. promoviert. Nach seinem Archivreferendariat in Münster und Marburg von 1999 bis 2001 war er bis 2004 Dezernent am Staatsarchiv Münster. Seit 2008 leitet er das LWL-Archivamt für Westfalen und ist Archivdirektor der Vereinigten Westfälischen Adelsarchive. Seit 2022 ist er Honorarprofessor an der FH Potsdam. Er ist Mitglied der Bundeskonferenz der Kommunalarchive beim Deutschen Städtetag. Seit 2018 ist er Vorsitzender des Gremiums. In der Deutschen Forschungsgemeinschaft vertrat er von 2011 bis 2017 die Archive und war Mitglied in Unterausschüssen zur Digitalisierung und zu Wissenschaftlichen Bibliotheken und Informationssysteme. Seit 2017 ist er Vorsitzender des Fachbeirats des Digitalen Archivs Nordrhein-Westfalen.

## Schriften (Auswahl)
- Die Vita sancti Heinrici regis et confessoris und ihre Bearbeitung durch den Bamberger Diakon Adelbert. Hannover 1999, ISBN 3-7752-5390-4.
- Adel im Krieg: Quellen zum Ersten Weltkrieg aus westfälischen Adelsarchiven. Münster 2015.
- Praktische Archivkunde. Ein Leitfaden für Fachangestellte für Medien- und Informationsdienste – Fachrichtung Archiv. Münster 2018, ISBN 978-3-87023-434-8.